# Prise médiane
En électrotechnique, une prise médiane ou point milieu (center tap, en anglais) est une connexion située au milieu de l'enroulement de la bobine primaire ou secondaire d'un transformateur ou d'un inducteur. Par extension, cette notion peut également désigner le point central d'une résistance, et en particulier d'un potentiomètre.